# Nigel Hamer
Nigel Hamer, né en 1949 ou en 1950, est le sixième membre de la cellule Libération, et ensuite de la Cellule d'information Viger, durant la Crise d'Octobre de 1970. Il vient alors de terminer ses études d'ingénieur à l'Université McGill. Il est un des ravisseurs de James Richard Cross. En 1971, il épouse Solange Tremblay, de qui il aura deux enfants. C'est lors de la commission Duchaîne que des soupçons sont posés contre lui. Capturé en 1980, il purge une sentence de prison de quelques mois pour son implication. Il est professeur d'informatique au Cégep Saint-Laurent, puis à partir de 1983 à l'Université. 
Il a milité dans différentes associations de gauche dans les années 1970 :  l'APLQ, le syndicat du taxi et la Ligue communiste du Canada. 